# Адриано Габиру
Ка́рлос Адриа́но ди Со́за Вие́йра (порт. Carlos Adriano de Souza Vieira; род. 11 августа 1977, Масейо), более известный как Адриа́но Габи́ру (порт. Adriano Gabiru) — бразильский футболист, выступавший на позиции полузащитника. В 1999—2003 годах — игрок сборной Бразилии.

## Биография
Адриано Габиру — воспитанник клуба ССА Масейо, с которым он выиграл чемпионат штата в 1998 году. В дальнейшем он выступал за «Атлетико Паранаэнсе», в составе которого трижды завоевал титул чемпиона штата Парана, а также выиграл первенство Бразилии 2001 года. Сезон 2000/01 он провёл в чемпионате Франции, выступая за марсельский «Олимпик». По возвращении в Бразилию дважды отдавался «Атлетико» в аренду в «Крузейро».
В 2006 году выступал за «Интернасьонал», и выиграл вместе со своим клубом Кубок Либертадорес. В декабре 2006 года единственный гол Адриано Габиру в матче против «Барселоны» с передачи Педро Иарлея позволил «Интеру» выиграть титул сильнейшего клуба мира.
После ещё нескольких смен команд в 2009 году Адриано Габиру перешёл в «Гуарани» из Кампинаса, затем выступал за «Миксто», а с 2011 года выступает за многочисленные команды из низших дивизионов (в том числе чемпионатов штатов).
Адриано Габиру играл за Олимпийскую сборную Бразилии в отборочных играх сиднейской Олимпиады 2000 года. Кроме того, он принял участие в Кубке конфедераций 2003.

## Достижения
«Атлетико Паранаэнсе»
- Лига Алагоано: 1998
- Чемпион Бразилии: 2001
- Лига Паранаэнсе: 2000, 2001, 2002

«Интернасьонал»
- Кубок Либертадорес: 2006
- Победитель клубного чемпионата мира: 2006